# Peter Dietz (Ingenieur)
Peter Dietz (* 27. Mai 1939 in Darmstadt; † 7. April 2010 in Ecuador) war ein deutscher Ingenieur, Hochschullehrer und -rektor.
Von 2006 bis zu seinem Tod war er Bürgermeister von Clausthal-Zellerfeld, der Stadt, an deren Technischer Universität er jahrzehntelang tätig gewesen war.

## Leben und Wirken

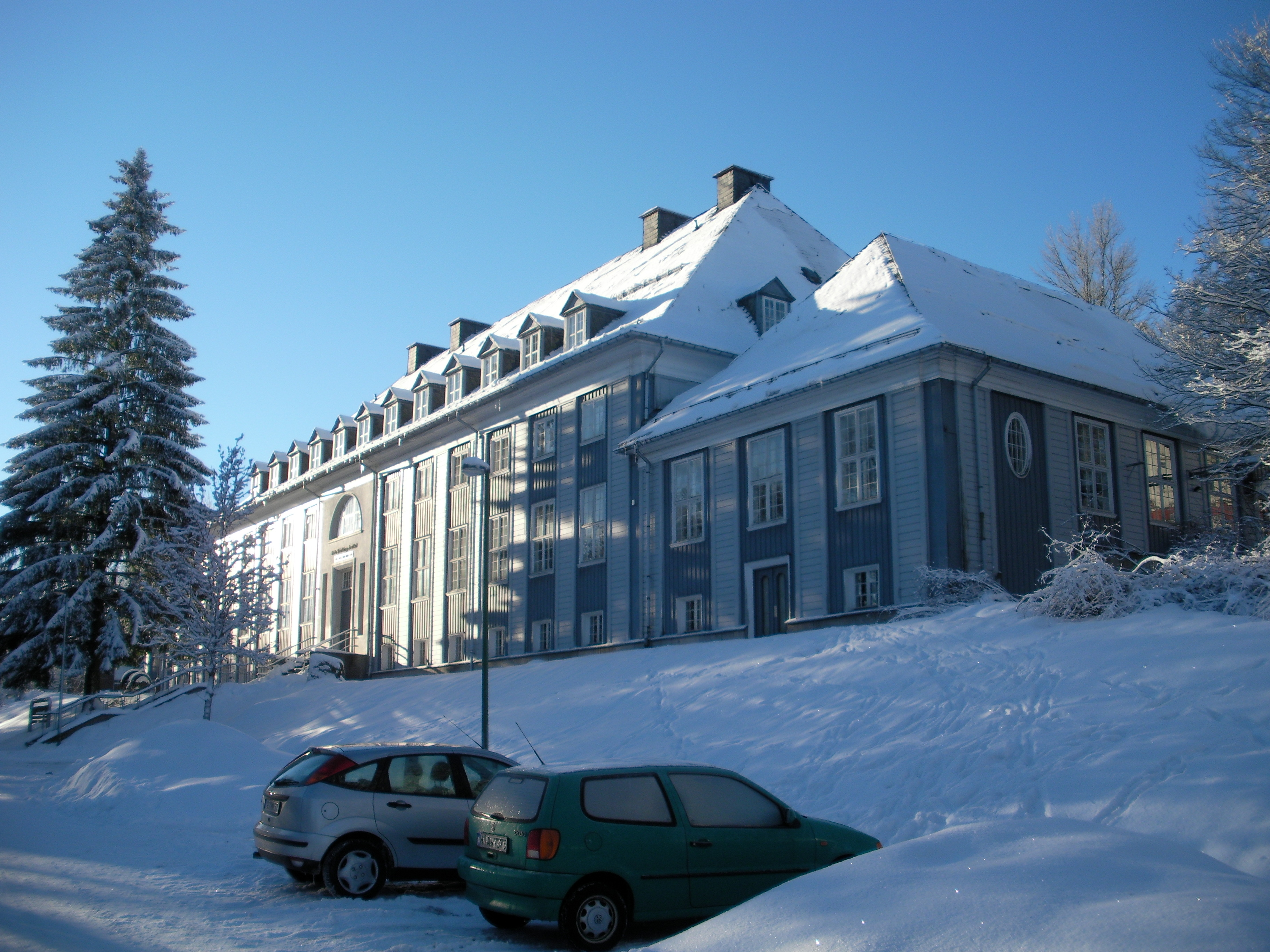
Das Fritz-Süchting-Institut für Maschinenwesen: Rund drei Jahrzehnte lang Dietzs Wirkungsstätte. (2011)

Peter Dietz wurde am 27. Mai 1939 in Darmstadt geboren, wo er auch aufwuchs und die Schule besuchte. Nach erfolgreichem Schulabschluss studierte er an der Technischen Universität Darmstadt, die er als Diplomingenieur abschloss. 1971 erfolgte seine Promotion zum Doktoringenieur; seine Dissertation beschäftigte sich mit der Berechnung von Seiltrommeln. Ab dem Jahr 1974 war er in leitender Position bei der Maschinenfabrik Pittler in Langen tätig und folgte 1980 dem Ruf an die TU Clausthal, an der er im Anschluss über 25 Jahre lang (offiziell bis 2005; inoffiziell bis Februar 2007) das Institut für Maschinenwesen leitete. Zusätzlich war der Maschinenbauingenieur von 1996 bis 2000 Rektor der TU Clausthal. Während seiner Rektorenzeit wurden ursprünglich acht Fachbereiche zu vier zusammengelegt. Als Institutsleiter wiederum startete er mit vier wissenschaftlichen Mitarbeitern und hatte später 25 bis 30 Mitarbeiter, womit seines eines der größten Institute in Clausthal war.
Des Weiteren war er Sprecher des Sonderforschungsbereichs „Verfahrenstechnische Maschinen“ (auch Sonderforschungsbereich „Konstruktion verfahrenstechnischer Maschinen bei besonderen mechanischen, thermischen oder chemischen Belastungen“ genannt) der Deutschen Forschungsgemeinschaft sowie Initiator und Autor der VDI-Richtlinie „Lärmarm Konstruieren“. Dietz widmete sich zudem zahlreichen wegweisenden Forschungsarbeiten in den Bereichen Seile, Seiltrommeln und Zahnwellenverbindungen und erhielt für herausragende Leistungen im chemischen Apparatebau im Jahr 2009 eine „DECHEMA-Plakette in Titan“ verliehen. Außerdem war er Gutachter bei der Allianz für Industrie und Forschung (AiF), der Deutschen Forschungsgemeinschaft (DFG) und der DECHEMA sowie Träger einer Ehrendoktorwürde (Dr. h. c.).
Das Fritz-Süchting-Institut für Maschinenwesen leitete Dietz, der auch für den kompletten Neuaufbau des Instituts verantwortlich war, offiziell bis zu seiner Pensionierung 2005. Jedoch wurde er übergangslos mit der Fortführung der Arbeit betraut bis ein Nachfolger als Institutsleiter gefunden wurde. Dieser wurde in Armin Lohrengel gefunden, an den Dietz sein Amt mit 1. Februar 2007 endgültig übergab. Im Juli desselben Jahres wurde der historische Hörsaal des Instituts zu Ehren von Peter Dietz offiziell in „Peter-Dietz-Hörsaal“ umbenannt. Bereits im Jahr davor war der parteilose Dietz zum Bürgermeister von Clausthal-Zellerfeld gewählt worden und hatte dieses Amt bis zu seinem Unfalltod im Jahr 2010 inne.
Unter der Betreuung von Peter Dietz wurden über 40 Doktorarbeiten erfolgreich abgeschlossen. So war er unter anderem Doktorvater von Wan Gang, dem späteren Minister für Wissenschaft und Technologie der Volksrepublik China. Mehr als 100 bedeutende Publikationen im In- und Ausland zeugen von seiner anerkannten wissenschaftlichen Expertise. Der weltoffene und reisefreudige Dietz etablierte ein globales Netzwerk internationaler Kontakte und Kooperationen, mit Schwerpunkt auf Osteuropa, Lateinamerika und China, das er auch nach seiner Pensionierung aktiv weiter ausbaute.
Am 7. April 2010 kam Dietz bei einem Autounfall in Ecuador ums Leben, wo er im Auftrag der TU Clausthal tätig war. Beim Unfall wurde auch seine ebenfalls im Fahrzeug befindliche Ehefrau schwer verletzt. In der Marktkirche zum Heiligen Geist im Ortsteil Clausthal fand am 17. April 2010 ein Trauergottesdienst für Dietz statt. An diesem nahmen auch zahlreiche Vertreter aus den Partnergemeinden Clausthal-Zellerfelds, den Gemeinden Altenbrak, Freiberg und L’Aigle, teil. Die französische Partnerstadt L’Aigle setzte vor ihrem Rathaus die Fahnen der Partnergemeinden als Zeichen der Trauer auf halbmast.